# Воронежская ТЭЦ-2
Воронежская ТЭЦ-2 — теплоэлектроцентраль, расположенная в городе Воронеж и входящая в состав АО «Квадра». Установленная электрическая мощность — 127 МВт, тепловая мощность — 785 Гкал/час. Численность сотрудников – 208 человек.
В 1957 году энергетический актив столицы Черноземья пополнила Воронежская ТЭЦ-2. Объект изначально находился в ведомстве завода тяжёлых механических прессов (ТМП). Станция обслуживала близлежащие промышленные производства паром, горячей водой и электроэнергией. Для этих целей её оборудовали паровыми котлами производительностью 75 т/ч и турбогенератором мощностью 12 МВт. В 80-е годы теплоэлектроцентраль впервые прошла модернизацию.
В 2008-2010 годах на ТЭЦ-2 в рамках инвестиционного проекта компании «Квадра» была построена самая современная парогазовая установка в составе двух газовых турбин американского концерна General Electric, паровой турбины и двух котлов-утилизаторов. Ввод нового оборудования позволил увеличить эффективность выработки электрической и тепловой энергии станции. А также повысило надёжность энергообеспечения промышленных предприятий и объектов жилищно-коммунального сектора Воронежа. Электрическая мощность ТЭЦ-2 выросла больше, чем в 10 раз, достигнув 127 МВт, а тепловая – увеличилась до 785 Гкал/ч.
Основным топливом является природный газ, резервным – мазут. Перевод станции на сжигание газового топлива значительно повысил надёжность работы оборудования.
В настоящее время Воронежская ТЭЦ-2 – один из важнейших объектов жизнеобеспечения Воронежа. Предприятие снабжает отоплением и горячей водой более 200 тысяч жителей города, включая активно строящийся микрорайон Северный, 9 промышленных предприятий Коминтерновского района, более 70 объектов социальной сферы и здравоохранения.

## Перечень основного оборудования
| Агрегат                                    | Тип              | Изготовитель              | Количество | Ввод в эксплуатацию | Основные характеристики | Основные характеристики | Источники         |
| Агрегат                                    | Тип              | Изготовитель              | Количество | Ввод в эксплуатацию | Параметр                | Значение                | Источники         |
| ------------------------------------------ | ---------------- | ------------------------- | ---------- | ------------------- | ----------------------- | ----------------------- | ----------------- |
| Оборудование паротурбинных установок       |                  |                           |            |                     |                         |                         |                   |
| Паровой котёл                              | ЦКТИ-75-39ф      | —                         | 2          | 1956—1958 г.        | Топливо                 | газ, мазут              | [ 1 ]             |
| Паровой котёл                              | ЦКТИ-75-39ф      | —                         | 2          | 1956—1958 г.        | Производительность      | 75 т/ч                  | [ 1 ]             |
| Паровой котёл                              | ЦКТИ-75-39ф      | —                         | 2          | 1956—1958 г.        | Параметры пара          | 39 кгс/см2, 450 °С      | [ 1 ]             |
| Паровая турбина                            | ПР-12-35/10М/1,2 | —                         | 1          | 1978 г.             | Установленная мощность  | 12 МВт                  | [ 1 ]             |
| Паровая турбина                            | ПР-12-35/10М/1,2 | —                         | 1          | 1978 г.             | Тепловая нагрузка       | 70 Гкал/ч               | [ 1 ]             |
| Водогрейное оборудование                   |                  |                           |            |                     |                         |                         |                   |
| Водогрейный котёл                          | ПТВМ-100         | —                         | 1          | 1975 г.             | Топливо                 | мазут                   | [ 1 ]             |
| Водогрейный котёл                          | ПТВМ-100         | —                         | 1          | 1975 г.             | Тепловая мощность       | 100 Гкал/ч              | [ 1 ]             |
| Водогрейный котёл                          | КВГМ 180—150     | —                         | 3          | 1982—1990 г.        | Топливо                 | газ, мазут              | [ 1 ]             |
| Водогрейный котёл                          | КВГМ 180—150     | —                         | 3          | 1982—1990 г.        | Тепловая мощность       | 180 Гкал/ч              | [ 1 ]             |
| Оборудование парогазовой установки ПГУ-115 |                  |                           |            |                     |                         |                         |                   |
| Газовая турбина                            | LM6000 PD Sprint | General Electric          | 2          | 2010                | Топливо                 | газ                     | [ 1 ] [ 2 ] [ 3 ] |
| Газовая турбина                            | LM6000 PD Sprint | General Electric          | 2          | 2010                | Установленная мощность  | 45 МВт                  | [ 1 ] [ 2 ] [ 3 ] |
| Газовая турбина                            | LM6000 PD Sprint | General Electric          | 2          | 2010                | tвыхлопа                | 440—500 °C              | [ 1 ] [ 2 ] [ 3 ] |
| Котёл-утилизатор                           | КУП-75-3,9-440   | «Южтранс», Украина        | 2          | 2010                | Производительность      | 75 т/ч                  | [ 1 ] [ 2 ] [ 4 ] |
| Котёл-утилизатор                           | КУП-75-3,9-440   | «Южтранс», Украина        | 2          | 2010                | Параметры пара          | 3,9 МПа, 440 °С         | [ 1 ] [ 2 ] [ 4 ] |
| Котёл-утилизатор                           | КУП-75-3,9-440   | «Южтранс», Украина        | 2          | 2010                | Тепловая мощность       | 50 Гкал/ч               | [ 1 ] [ 2 ] [ 4 ] |
| Паровая турбина                            | ПТ-25/34-3,4/1,2 | Калужский турбинный завод | 1          | 2010                | Установленная мощность  | 25 МВт                  | [ 1 ] [ 2 ]       |
| Паровая турбина                            | ПТ-25/34-3,4/1,2 | Калужский турбинный завод | 1          | 2010                | Тепловая нагрузка       | 70 Гкал/ч               | [ 1 ] [ 2 ]       |